# جوناثان ماري
جوناثان ماري (بالإنجليزية: Jonathan Marray)‏ مواليد 10 مارس 1981 في ليفربول، هو لاعب كرة مضرب بريطاني بدأ مسيرته كمحترف سنة 2000 يلعب باليد اليمنى. هو أحد أبطال الجراند سلام. أعلى تصنيف له في الفردي كان المركز الـ 215 في سنة 2005.

## بطولات حققها
- بطولة ويمبلدون

## روابط خارجية
- جوناثان ماري على موقع رابطة محترفي التنس (الإنجليزية)
- جوناثان ماري على موقع الاتحاد الدولي لكرة المضرب (الإنجليزية)
- جوناثان ماري على موقع كأس ديفيز (الإنجليزية)
- جوناثان ماري على موقع خلاصة التنس.كوم (الإنجليزية)
- جوناثان ماري على موقع إي إس بي إن.كوم (الإنجليزية)